# Едель Максим Дмитрович
Едель Максим Дмитрович (нар. 18 лютого 1990 м. Суми)  — український журналіст, телеведучий, поет. Член НСЖУ. 

## Життєпис

### Родина
Народився в родині робітників.

### Навчання
У 2007  закінчив Сумську спеціалізовану школу №10 I-III ст. 
2012 закінчив історичний факультет СумДПУ. За спеціальністю – вчитель історії та практичний психолог у закладах освіти.

### Журналістика
З травня 2012 працював на телебаченні у Сумській обласній державній телерадіокомпанії на посаді редактора. 
2013   — ведучий новин. 
2014   — в.о. директора ТВО «Новини».
2015   — випусковий редактор та ведучий новин телеканалу «СТС»
2016  — прес-секретар голови обласної ради 
З 2014  і до сьогодні  — головний редактор Інтернет-видання «The Sumy Post».
Автор та ведучий теле-програм «Дискус клуб» та «Політичний фрейм».

### Творчість
Видав збірку віршів  — "Збірка віршів Максима Еделя". 

### Нагороди
Лауреат та переможець поетичних конкурсів: «Орфей — 2010, 2011, 2012»,  «Ми — Суми», ТО «Бритва», «Суто UA», в тому числі міжнародного конкурсу «Булат». 
У 2012 відзначений літературною премією «Смолоскип» як талановитий і перспективний автор. Увійшов до першої в Україні відеоантології поезії «Римовані міста». Є співавтором кількох поетичних альманахів.

### Політична діяльність
У 2010  — кандидат у депутати Сумської обласної ради від політичної партії «Союз анархістів України».
Позапартійний. Одружений. 

### Особисте життя
Дружина  — Едель Анна Василівна. 